# شلتاح
شلتاح قرية سوريّة تتبع إداريّاً لمحافظة حلب منطقة عفرين ناحية شران، بلغ تعداد سكانها 167 نسمة حسب التعداد السكاني لعام 2004.